# Konvikt Mixtape Vol. 2
Konvikt Mixtape Vol. 2 ou Konvikt Musik Vol. 2 est une mixtape du chanteur d'origine sénégalaise Akon. Elle est sortie le 18 février 2008.

## Liste des titres
| #  | Titre                     | Featuring                                | Durée | Producteur(s) |
| -- | ------------------------- | ---------------------------------------- | ----- | ------------- |
| 1  | Rush                      | Kardinal Offishall                       | 4:14  |               |
| 2  | I'll Still Kill           | 50 Cent                                  | 3:43  |               |
| 3  | Sorry, Blame It On Me     |                                          | 4:57  |               |
| 4  | Wanna Be Startin Somethin |                                          | 4:03  |               |
| 5  | Hold My Hand              |                                          | 1:59  |               |
| 6  | Never Took the Time       |                                          | 3:55  |               |
| 7  | Operations of Nature      |                                          | 5:06  |               |
| 8  | Tired of Runnin           | Awthentik                                | 3:52  |               |
| 9  | Sweetest Girl             | Wyclef Jean, Lil Wayne & Niia            | 3:59  |               |
| 10 | Get Buck In Here          | P. Diddy, Ludacris & Lil Jon             | 3:50  |               |
| 11 | Clear the Air             | Shabba & Busta Rhymes                    | 4:03  |               |
| 12 | Cyclone (Remix)           | Baby Bash, Gorilla Zoe & Hurricane Chris | 4:42  |               |
| 13 | 6 In the Morning          | Pharrell Williams & Kardinal Offishall   | 2:22  |               |
| 14 | Certified                 | Glasses Malone                           | 5:17  |               |
| 15 | Hypnotized                | Plies                                    | 3:08  |               |
| 16 | What You Got              | Colby O'Donis                            | 4:02  |               |
| 17 | Stay Down                 | Krayzie Bone & Noose                     | 2:40  |               |
| 18 | Got My Eyes On You        | Styles P.                                | 3:52  |               |
| 19 | No Sohniye                | Kidd Skilly                              | 3:46  |               |

## Performance dans les charts
| Pays : | Meilleurs positions : |
| France | 80e                   |